# Giorgio Barsanti
Giorgio Barsanti (Viareggio, 23 settembre 1918 – Fivizzano, 11 novembre 1994) è stato un calciatore italiano, di ruolo attaccante.

## Carriera
Attaccante estroso e spettacolare anche se molto discontinuo, dopo due anni disputati in Serie B con la squadra della sua città, il Viareggio, passa al Genova 1893 per disputare il campionato di Serie A 1937-1938.
L'esordio, alla 14ª di campionato il 2 gennaio 1938 nella goleada (0-4) esterna contro la Lucchese, vede Barsanti andare subito in rete, e anche il prosieguo del torneo è molto positivo, con 8 reti complessive realizzate in 14 incontri e i rossoblu che chiudono il campionato al terzo posto finale, risultato da allora mai più raggiunto dai genovesi.
A fine stagione si trasferisce all'Ambrosiana Campione d'Italia. A Milano disputa tre stagioni senza riuscire ad imporsi da titolare (27 presenze complessive) ma andando a segno con una certa frequenza (12 reti all'attivo) e conquistando la Coppa Italia 1938-1939 (prima della storia dei nerazzurri) e il campionato 1939-1940.
Nell'estate 1941, dopo il suo migliore campionato a Milano (12 presenze e 5 reti), viene ceduto in Serie B alla Lucchese, con cui scende in campo in 3 occasioni. A gennaio viene ceduto alla Cremonese e con 18 reti in 21 partite contribuisce a portarla in Serie B. Sarà centravanti titolare anche nella stagione successiva con la Cremonese, fra i cadetti, per poi trasferirsi, all'interruzione bellica dell'attività ufficiale, a Roma, dove disputa il Campionato romano di guerra 1944-1945 con il Trastevere, che chiude il torneo all'ultimo posto.
Nel 1945 rientra all'ora ridenominata Inter, con cui disputa da titolare l'anomalo Campionato 1945-1946, per poi passare, l'annata successiva, alla neonata Sampdoria.
A Genova sponda blucerchiata Barsanti disputa due campionati da titolare, mentre nel successivo (1948-1949) scende in campo in una sola occasione. Si trasferisce quindi alla Pro Patria con cui disputa altri tre campionati di massima serie, tutti conclusi con la permanenza in A dei tigrotti. Chiude la carriera in Serie C col Vigevano.
In carriera ha totalizzato complessivamente 174 presenze e 32 reti nella Serie A a girone unico e 54 presenze e 10 reti in Serie B.

## Palmarès

### Club

#### Competizioni nazionali
- Campionato italiano: 1

Ambrosiana: 1939-1940
- Coppa Italia: 1

Ambrosiana: 1938-1939
- Serie C: 1

Cremonese: 1941-1942